# Ceratopogon lateralis
Ceratopogon lateralis är en tvåvingeart som beskrevs av Joseph Waltl 1837. Ceratopogon lateralis ingår i släktet Ceratopogon och familjen svidknott.
Artens utbredningsområde är Tyskland. Inga underarter finns listade i Catalogue of Life.